# Дубинин, Валентин Степанович
Валентин Степанович Дубинин (род 15 января 1946, село Спасское, Приморский край) — директор Черниговского молокозавода. Исполняющий обязанности губернатора Приморского края, депутат Законодательно Собрания Приморского края.

## Биография
В 1969 году окончил Приморский сельскохозяйственный институт по специальности инженер-механик сельского хозяйства. В 1982 году окончил Хабаровскую высшую партийную школу.
С февраля по май 2001 года — исполняющий обязанности губернатора Приморского края.

## Награды
- Орден «Знак Почёта» (СССР);
- Орден Почёта (Россия), награждён дважды[2];
- Медаль «300 лет Российскому флоту»[2].